# Al-Qaeda
 Der er for få eller ingen kildehenvisninger i denne artikel, hvilket er et problem. Du kan hjælpe ved at angive troværdige kilder til de påstande, som fremføres i artiklen.

Al-Qaeda (arabisk: القاعدة) – og med følgende translitteration: al-Qaida, al-Qa'ida, al-Quaida, el-Qaida, äl-Qaida, Al Kajda – betyder "grundlaget" eller "basen".
Det er en sunni-islamisk, paramilitær global bevægelse grundlagt af Osama bin Laden og Ayman al-Zawahiri i slutningen af 1980'erne som et samlingspunkt for arabere, som kæmpede i Afghanistan mod Sovjetunionen. Al-Qaeda bistod med at rekruttere, finansiere, transportere og træne sunnimuslimske ekstremister til den afghanske modstandsbevægelse. Al-Qaeda har optaget medlemmer af den nu nedlagte gruppe, al-Jihad.
Gruppens nuværende mål er, i samarbejde med andre ekstremistiske grupper, at vælte ikke-muslimske regimer samt at fjerne vesterlændinge og andre ikke-muslimer fra muslimske lande. Eksempelvis kræver Al-Qaeda at USA fjerner sine styrker og militærbaser fra Saudi-Arabien.
I februar 1998 udsendte Al-Qaeda manifestet "Verdens islamiske front for jihad mod jøderne og korsfarerne" hvori det blandt andet lød at det var en muslims pligt at dræbe amerikanere, civile som militære, samt deres allierede over hele verden.
Den 11. september 2001 kaprede 19 Al-Qaeda medlemmer 4 amerikanske passagerfly og styrede to af dem ind i World Trade Center i byen New York, det tredje ind i Pentagon ved Washington D.C., mens det fjerde styrtede ned i en mark ved Shanksville i Pennsylvania. Omkring 3.000 personer blev konstateret døde eller meldt savnede i forbindelse med disse aktioner.
Al-Qaeda har også taget ansvaret for bombeangrebene i august 1998 af de amerikanske ambassader i Nairobi i Kenya, samt i Dar es-Salaam i Tanzania. I forbindelse med disse angreb blev der meldt om 301 døde personer samt omkring 5.000 sårede. I angrebet på U.S.S. Cole den 12. oktober 2000 mens den lå i havn i Aden i Yemen blev 17 besætningsmedlemmer dræbt, og yderligere 39 såret.
Ydermere hævder Al-Qaeda at have nedskudt amerikanske helikoptere og dræbt amerikanske soldater i Somalia i 1993 samt at have udført 3 bombeaktioner mod amerikanske soldater i Aden i Yemen i december 1992.
Al-Qaeda hævder senest at have stået bag terrorangrebet imod den danske ambassade i den pakistanske hovedstad, Islamabad den 2. juni 2008. Angrebet blev udført af en selvmordsbomber, der med en bil med diplomati-nummerplader kom tæt nok på ambassaden til at sprænge hul i muren ind til bygningen. 2 ambassademedarbejdere, en dansk statsborger og mindst 3 andre blev dræbt ved angrebet, der efterlod et en meter dybt krater i vejen foran ambassaden. Omkring 35 mennesker blev såret ved angrebet. Det var det første og eneste bombeangreb imod en dansk ambassade nogensinde.
En dokumentar, The Power of Nightmares (Frygten for politik) vist på hhv. BBC og DR2 har draget eksistensen af Al-Qaeda som en verdensomspændende og koordineret terrororganisation i tvivl. Dokumentaren præsenterer en teori om at Al-Qaeda er så løst knyttet sammen at det er svært at se at organisationen er større end en lille klike omkring Osama Bin Laden. 

## Fodnoter
1. ↑   The making of the terror myth The Guardian, 15. oktober 2004